# Oreodera zikani
Oreodera zikani är en skalbaggsart som beskrevs av Julius Melzer 1930. Oreodera zikani ingår i släktet Oreodera och familjen långhorningar. Inga underarter finns listade i Catalogue of Life.